# Bonsucesso FC
Bonsucesso FC is een Braziliaanse voetbalclub uit Rio de Janeiro, meer bepaald uit de wijk Bonsucesso.

## Geschiedenis
De club werd op 12 augustus 1913 opgericht. Het stadion dat in 1947 gebouwd werd, werd vernoemd naar Leônidas da Silva, een grote speler die in 1931 en 1932 voor de club uitkwam. De club was een vaste waarde in het Campeonato Carioca van 1929 tot 1980, maar was er slechts een middenmoter. Na de komst van de teams uit de rest van de staat Rio de Janeiro in 1979 kreeg de club het moeilijker en speelde nog enkele keren in de hoogste klasse tot 1993. In 2014 maakte de club na lange tijd zijn heropwachting in de hoogste klasse. In 2018 degradeerde de club weer.
In 1980 kwalificeerde de club zich voor de Série B en bereikte daar de tweede groepsfase. In 1983 nam de club nog eens deel en werd dan meteen uitgeschakeld. In 2019 won de club de Copa Rio. De club koos ervoor om deel te nemen aan de Copa do Brasil 2020, maar trok zich uiteindelijk terug. De verwachte promotie naar de Série A kwam er niet en aangezien de competitie in de tweede klasse pas in mei begint zou de club voor mogelijks één wedstrijd in februari een team moeten opstellen. In 2020 eindigde de club op een degradatieplaats en door een competitiehervorming degradeerde de club zelfs twee divisies. Na vier seizoenen kon de club terug promotie afdwingen naar de derde klasse. 

## Erelijst
Copa Rio
2019

## Bekende oud-spelers
- Édson Cegonha
- Jacob J Gouriye
- Somália